# Casa de Glimminge
A Casa de Glimminge (em sueco Glimmingehus;  PRONÚNCIA) é a fortificação medieval melhor conservada da Escandinávia.

Está localizada a 10 km a sudoeste da cidade de Simrishamn na província histórica da Escânia, no Sul da Suécia.

A sua construção remonta a 1499, apresentado paredes grossas e um fosso à sua volta.

## Galeria

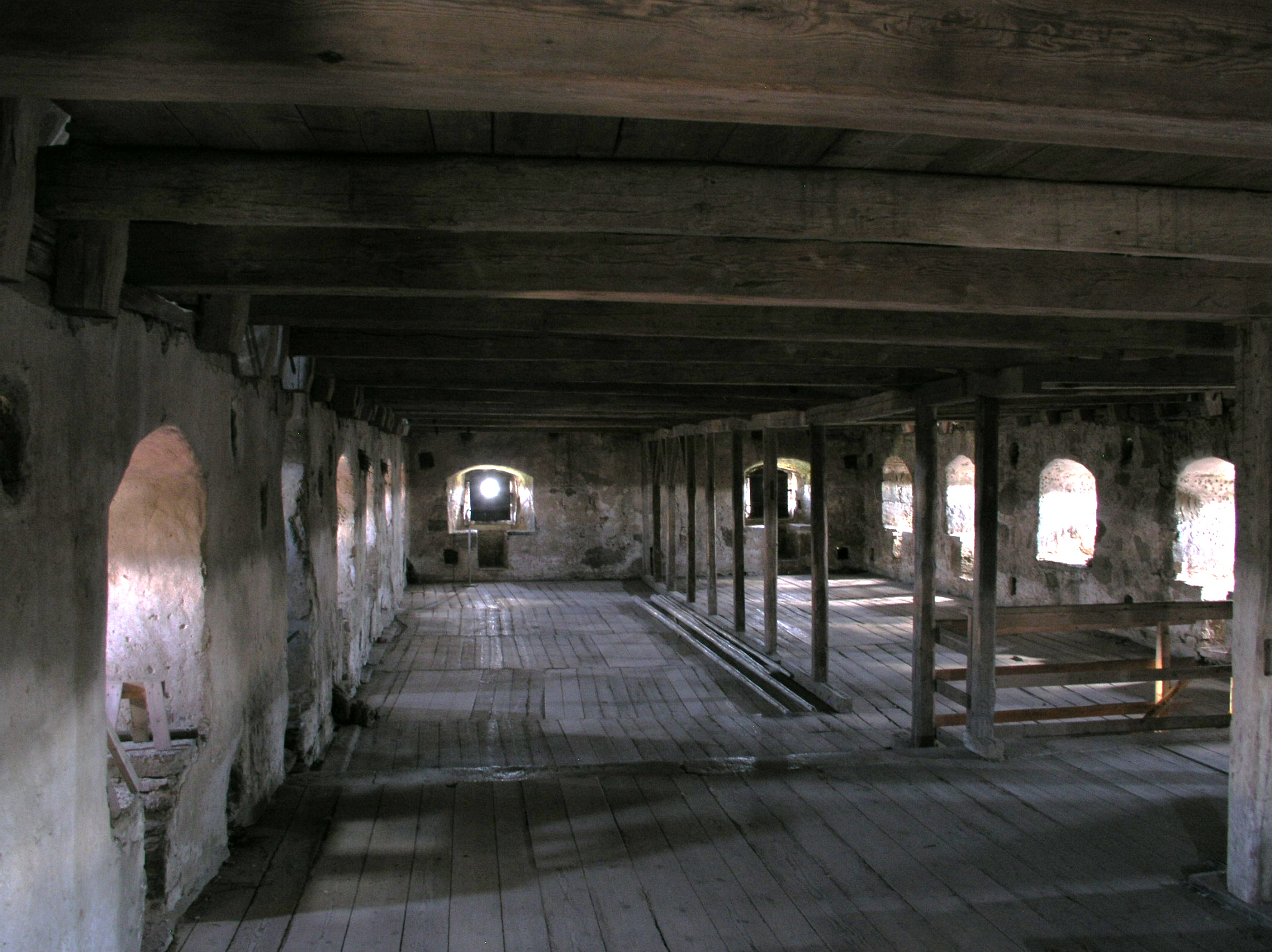
Interior da casa
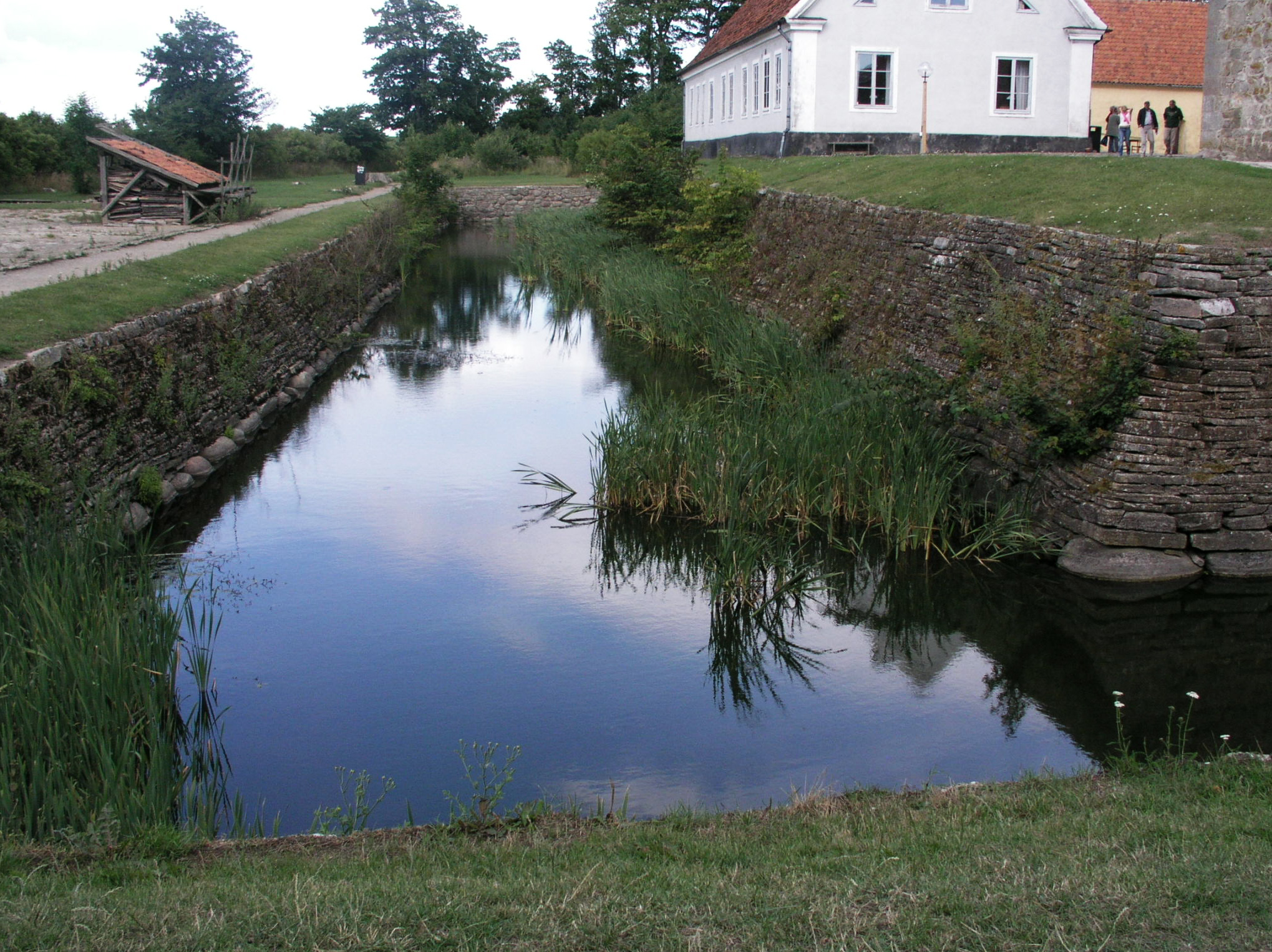
Fosso exterior
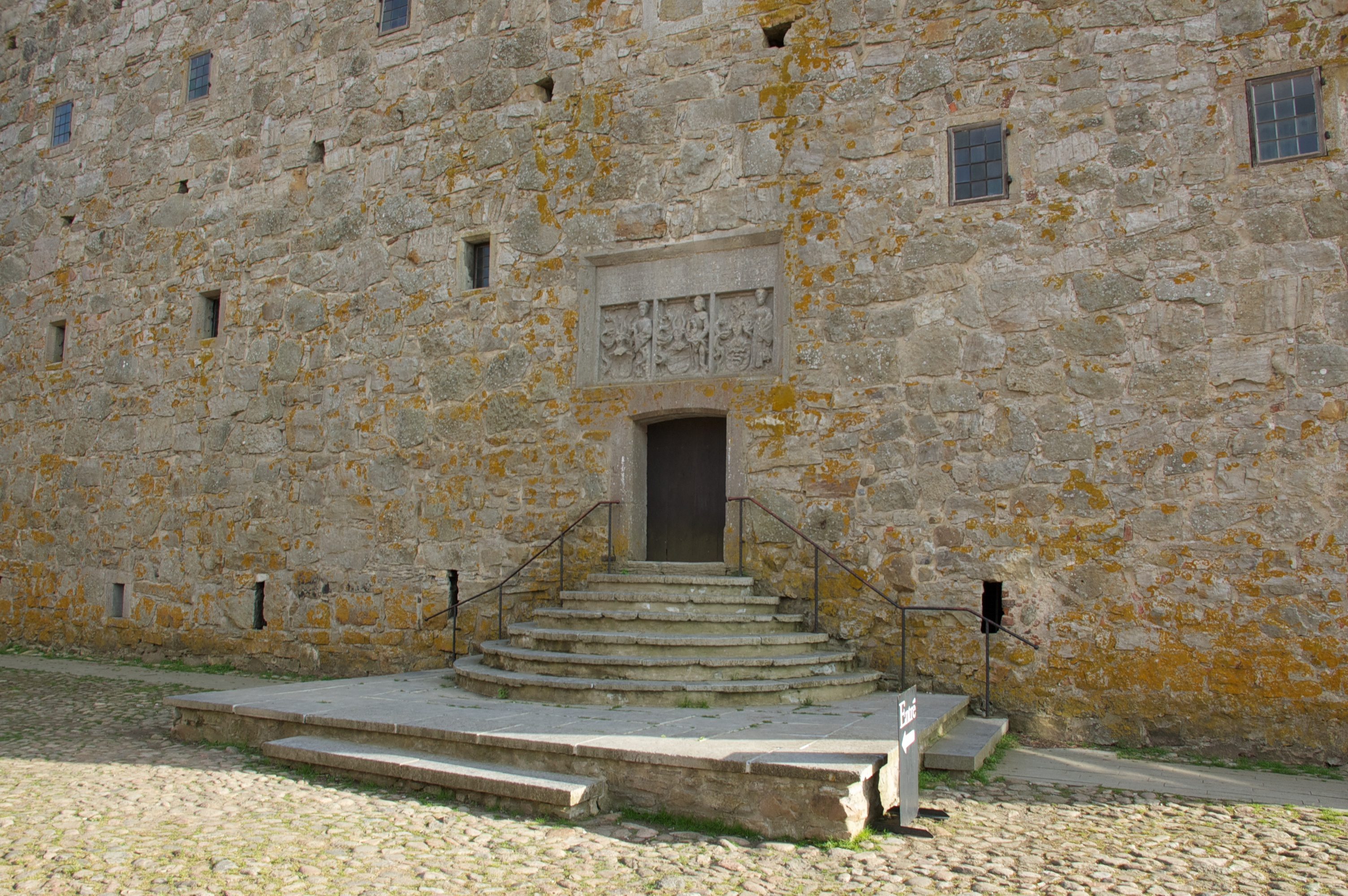
Porta exterior
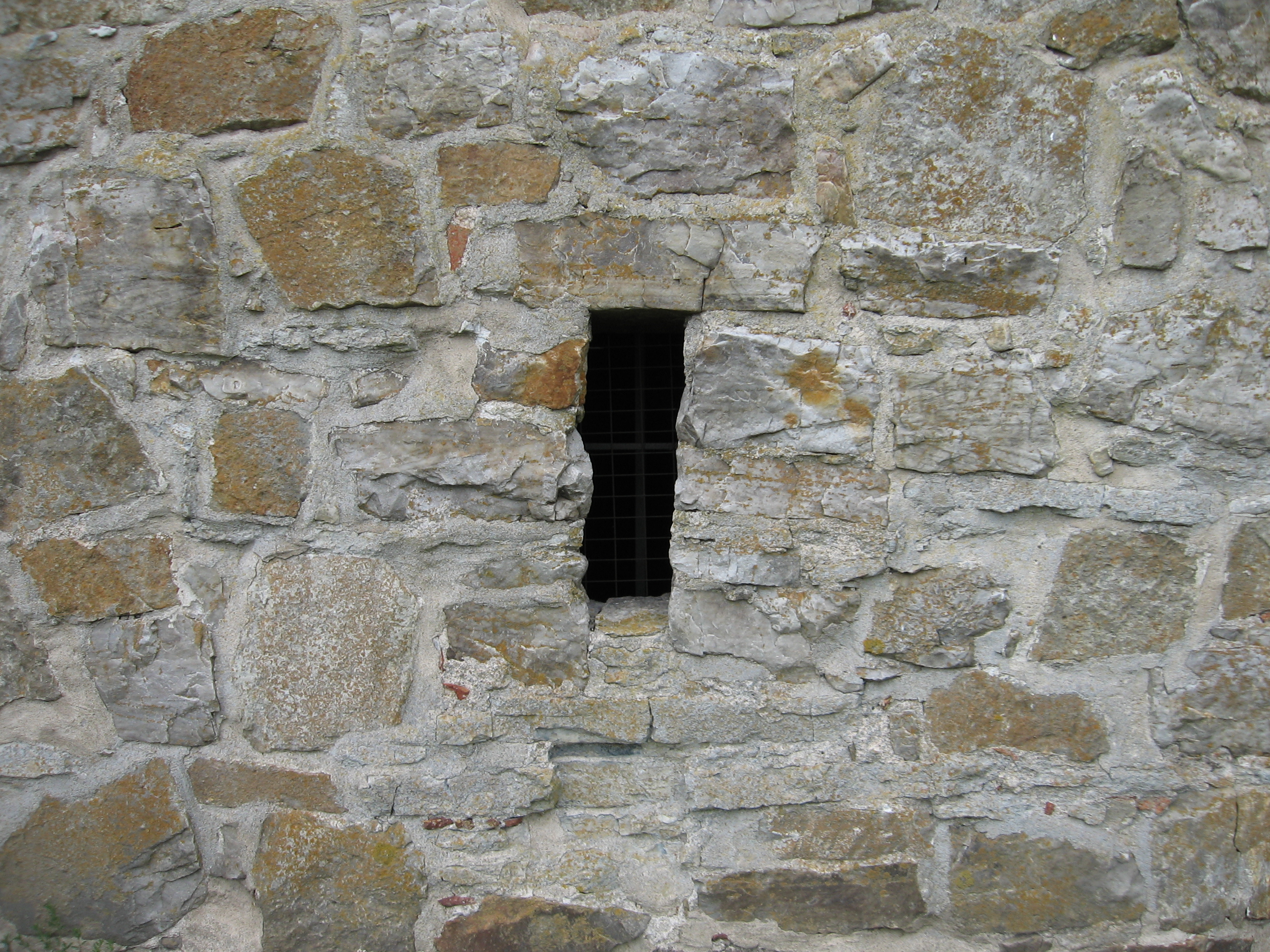
Seteira